# Burg Walterstein
Die Burg Walterstein, früher auch Waltinstein geschrieben, bezeichnet eine abgegangene Felsenburg auf einem vorgeschobenen 850 m ü. NN hohen Kalkfelsen am Rande der Albhochfläche 2900 Meter nordwestlich der Gemeinde Kolbingen im Landkreis Tuttlingen in Baden-Württemberg. Von der im ersten Halbjahr des 13. Jahrhunderts von den Herren von Walterstein erbauten und um 1485 zerstörten Burg sind nur noch Geländespuren und Mauerschutt zu sehen.